# Rémy Faesch

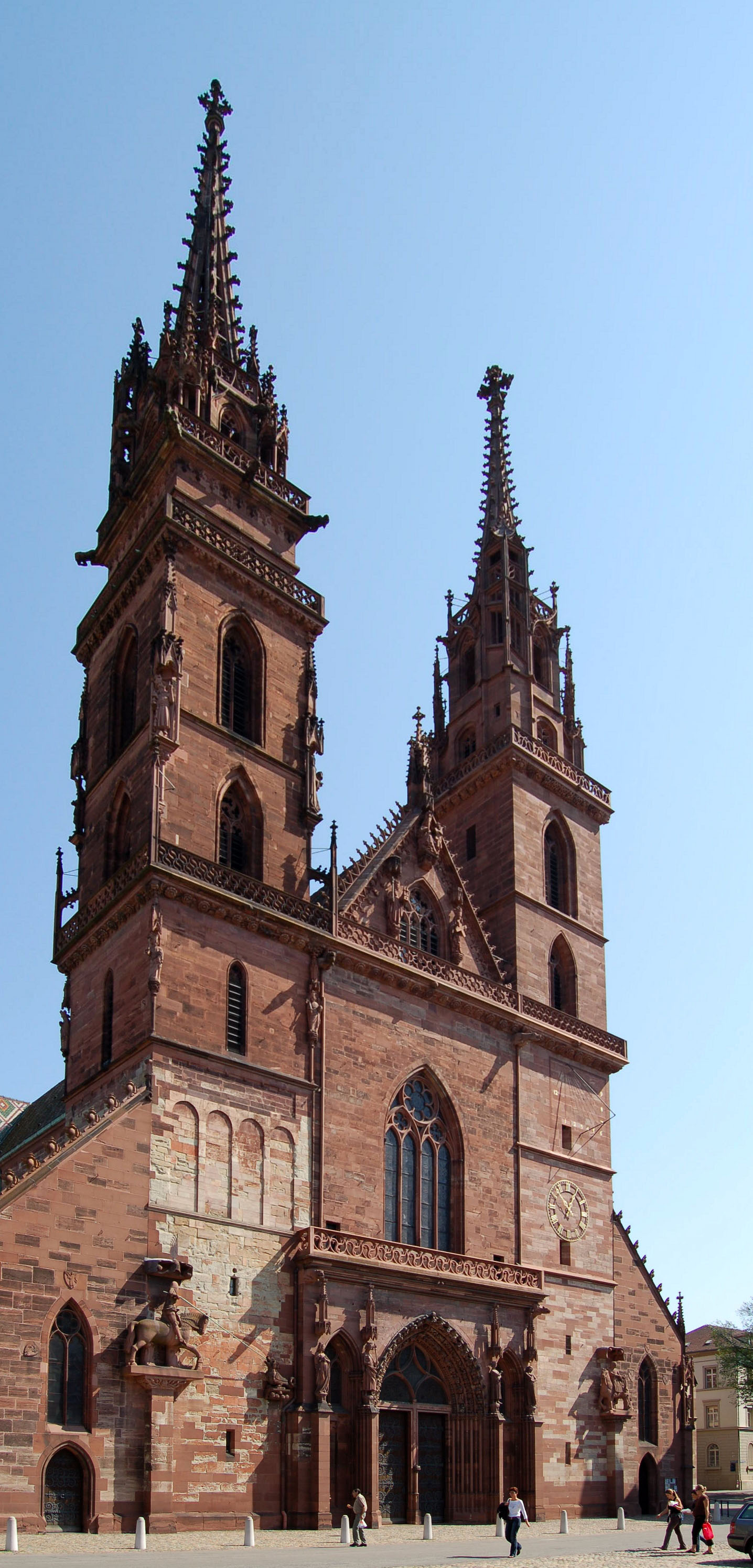
Fachada de la Catedral de Basilea

Remigius (Rémy) Faesch (nacido hacia 1460 en Basilea - fallecido hacia 1533-1534 en Thann) fue un arquitecto, maestro de obras, escultor y tallista de piedra de la catedral, las iglesias y el ayuntamiento de Basilea, en Suiza, así como de la Colegiata de Saint-Thiébaut y de la Halle aux blés de Thann, en Alsacia.